# Myllaena masoni
Myllaena masoni är en skalbaggsart som beskrevs av Matthews 1883. Myllaena masoni ingår i släktet Myllaena, och familjen kortvingar. Arten är reproducerande i Sverige.